# باسينيانو سول تراسيمينو
باسينيانو سول تراسيمينو (بالإيطالية: Passignano sul Trasimeno)‏ هي بلدية في مقاطعة بيرودجا في إقليم أومبريا في إيطاليا.

## السكان
في سنة 1861 بلغ عدد السكان 3٬400 نسمة، وتطور العدد ليصل في سنة 2011 لـ 5٬522 نسمة.
يظهر هذا المخطط البياني تطور النمو السكاني لـ باسينيانو سول تراسيمينو